# 8월 5일
8월 5일은 그레고리력으로 217번째(윤년일 경우 218번째) 날에 해당한다.

## 사건
- 1783년 - 아사마산의 덴메이 대분화가 발생.
- 1907년 - 원주 진위대 장병, 군대해산에 항의 무장봉기.
- 1922년 - 한국 최초의 메이커 상품인 검정고무신 '대장군'이 대륙고무주식회사에서 생산되었다.
- 1948년 - 대한민국 국회, 초대 대법원장 김병로(金炳魯) 인준.
- 1952년 - 대한민국 제2대 대통령·제3대 부통령 선거 실시, 대통령에 이승만, 부통령에 함태영 당선.
- 1953년 - 판문점에서 남북 포로 교환 시작.
- 1956년 - 대한민국 제2대 지방의회(시·읍·면 의회) 의원 선거.
- 1960년 - 부르키나파소 독립.
- 1961년 - 군사원호청(현 국가보훈처) 발족.
- 1983년 - 중국 여객기, 한국비행정보구역 첫 통과.
- 1987년 - 노태우 대표, 민주정의당 총재에 취임.
- 1993년 - 박은식, 신규식, 노백린, 김인전, 안태국 등 애국선열 5위의 유해, 상해에서 운구.
- 1995년 - 미국-베트남, 베트남 전쟁 패망 후 20년 만에 외교관계 재개.
- 2000년 - 남한 46개 언론사 사장단, 김정일 북한 국방위원장 초청으로 방북
- 2007년 - 대통합민주신당 창당, 열린우리당 탈당파와 시민사회세력이 주축을 이룸.
- 2010년 - 반기문 유엔 사무총장이 유엔 사무총장으로는 처음으로 원자폭탄이 떨어졌던 나가사키시를 방문하였다.
- 2011년 - 국제신용평가사인 스탠더드 앤드 푸어스(S & P)가 미국의 국가신용등급을 최고등급 AAA에서 AA+로 한 단계 하향 조정하였다. 이로써 세계 최고의 경제대국인 미국의 국채 신용등급은 영국, 독일, 프랑스, 캐나다보다 낮아지게 됐다.
- 2015년 -
  - 인도 중부 마디아프라데시주에서 열차 2대가 탈선을 해서 32명이 사망하고 70여명이 부상을 입었다.
  - 동아프리카 프랑스령 레위니옹 섬에서 발견된 파편이 2014년 3월 실종된 말레이시아 항공 MH370편의 잔해로 확인되었다.

## 문화
- 1434년 - 조선에서 자격루 가동을 시작하였다.
- 1941년 - 압록강 수풍발전소 송전 개시.
- 1947년 - 고려레코드, 최초로 한국 기술진에 의한 음반제작 성공.
- 1963년 - 김활란 이화여대 총장, 막사이사이상 수상.
- 1974년 - 삼성중공업 설립.
- 1982년 - 중화인민공화국 칭다오 류팅 국제공항 개항.
- 1995년 - 대한민국 최초의 인공위성인 무궁화 1호, 미국 케이프커내버럴 기지에서 발사 성공.
- 2001년 - 박세리, 김미현, 미국 LPGA투어 브리티시 여자 오픈에서 1,2위.
- 2004년 - 중화인민공화국 광저우 바이윈 국제공항 개항.
- 2007년 -
  - 대한민국의 9인조 여성그룹 소녀시대 데뷔, 데뷔곡 다시 만난 세계.
  - 대한민국의 리얼로드 야생 버라이어티, 강호동의 1박 2일 첫방송.
- 2013년 - SM엔터테인먼트 소속 그룹 EXO, "The 1st Album `XOXO` Repackage" 발매.
- 2014년 - 한국교육방송공사 경기도 고양시 일산 신사옥 기공.
- 2016년 - 브라질 리우데자네이루에서 2016년 하계 올림픽이 개막하였다.
- 2019년 - 플레디스 엔터테인먼트 소속그룹 세븐틴 HIT 음원 발매.
- 2022년 -  대한민국의 시험용 달 궤도선인 다누리가 미국 플로리다주 케이프커내버럴 우주군기지에서 발사되었다.
- 2024년 - SBS 파워FM 12시엔 첫방송.

## 탄생
- 1681년 - 덴마크, 러시아의 항해사, 탐험가 비투스 베링. (~1741년)
- 1762년 - 조선 후기의 문신, 실학자, 저술가, 시인 실학자 정약용. (~1836년)
- 1802년 - 노르웨이의 수학자 닐스 헨리크 아벨. (~1829년)
- 1811년 - 프랑스의 작곡가 앙브루아즈 토마. (~1896년)
- 1844년 - 러시아의 화가 일리야 레핀. (~1930년)
- 1850년 - 프랑스의 소설가 기 드 모파상. (~1893년)
- 1887년 - 일제강점기의 관료 김기태. (~1941년)
- 1906년 - 미국의 영화감독 존 휴스턴. (~1987년)
- 1911년 - 미국의 배우 로버트 테일러. (~1969년)
- 1922년 - 이스라엘사람으로서 학교 교사, 아동 심리학자 및 심리 치료사 및 부모 교육자 하임 지노트. (~1973년)
- 1925년 - 대한민국의 의사 겸 사회운동가 조운해. (~2019년)
- 1928년 - 대한민국의 국무총리, 교육부 장관 정원식. (~2020년)
- 1930년 - 미국의 우주비행사 닐 암스트롱. (~2012년)
- 1931년 - 대한민국의 기업인, 허명회.
- 1934년 - 미국의 문명비평가 웬델 베리.
- 1935년 - 대한민국의 군인, 언론인, 군사평론가 이선호.
- 1937년 - 대한민국의 정치인 손문주. (~2007년)
- 1940년 - 대한민국의 미술 감독 조융삼.
- 1942년 - 대한민국의 법조인, 전 정치인 박철언.
- 1945년 - 미국의 배우 로니 앤더슨. (~2025년)
- 1949년 - 대한민국의 배우 정동환.
- 1950년
  - 대한민국의 바둑 기사 김희중.
  - 독일의 알파인 스키 선수 로지 미터마이어. (~2023년)
- 1952년 - 캄보디아의 정치인 훈 센.
- 1955년
  - 대한민국의 야구 선수 박상열. (~2025년)
  - 대한민국의 정치인. 민선 1·2·3·6기 경상남도 김해시의원 박민정.
- 1956년 - 대한민국의 법조인 이진성.
- 1957년 - 오스트레일리아의 배우 조앤 새뮤얼.
- 1958년
  - 대한민국의 성우, 희극인 성창수. (~2024년)
  - 벨라루스의 정치인 블라디미르 마케이. (~2022년)
- 1959년 - 영국의 가수 피트 번스.
- 1960년 - 대한민국의 전 야구 선수, 전 야구 감독 김진욱.
- 1961년
  - 대한민국의 기타리스트, 가수 함춘호.
  - 대한민국의 천주교 성직자 정순택.
  - 잉글랜드의 축구 선수 콜린 벨.
  - 미국의 모델, 영화배우, 성우 토니 키탠. (~2021년)
- 1962년
  - 대한민국의 의원 이광호.
  - 미국의 전 농구 선수 패트릭 유잉.
- 1963년
  - 대한민국의 희극인 이봉원.
  - 잉글랜드의 배우 마크 스트롱.
  - 미국의 정치인 브라이언 산도발.
- 1964년
  - 대한민국의 아나운서 백지연.
  - 대한민국의 언론인, 정치인 윤영찬.
  - 독일의 방송인 카이 뵈킹.
- 1965년
  - 대한민국의 정치인 임종성.
  - 일본의 작곡가 사쿠라바 모토이.
- 1966년 - 미국의 영화 감독 제임스 건.
- 1967년
  - 대한민국의 전 야구 선수, 야구 심판 나광남.
  - 대한민국의 극작가 겸 시사평론가 및 대학 교수 김성수.
- 1968년
  - 프랑스의 정치인 마린 르 펜.
  - 캐나다의 가수 테리 클라크.
  - 대한민국의 배우 오명근.
- 1969년 - 대한민국의 정치인 김우영.
- 1970년
  - 대한민국의 야구 선수 추성건.
  - 대한민국의 무술감독 최태환.
- 1971년
  - 대한민국의 전 야구 선수 최재영.
  - 이탈리아의 펜싱 선수 라우라 키에사.
- 1972년 - 대한민국의 배우 이석준.
- 1973년 - 대한민국의 전 축구 선수, 축구 지도자 최익형.
- 1975년
  - 대한민국의 전 배우, 미스코리아 최윤영.
  - 대한민국의 만화가 김민희.
- 1976년 - 대한민국의 배우 권상우.
- 1977년
  - 일본의 성우 히로하시 료.
  - 멕시코의 역도 선수 소라야 히메네스. (~2013년)
  - 대한민국의 작가 손제호.
- 1978년
  - 대한민국의 전 래퍼 정시운.
  - 미국의 프로레슬링 선수 후니코.
- 1979년 - 북아일랜드의 전직 축구 선수 데이비드 힐리.
- 1980년
  - 영국의 축구 선수 웨인 브리지.
  - 오스트레일리아의 전 축구 선수 제이슨 쿨리나.
  - 잉글랜드의 배우 소피 윙클먼.
- 1981년
  - 일본의 배우, 가수 시바사키 코우.
  - 미국의 배우 제시 윌리엄스.
- 1982년
  - 대한민국의 희극인 겸 배우 이도윤.
  - 대한민국의 탁구 선수 유승민.
  - 대한민국의 배우 최원준.
  - 조선민주주의인민공화국의 축구 선수 김기수.
  - 이탈리아의 전 축구 선수 미켈레 파치엔차.
- 1983년
  - 대한민국의 배우 윤진서.
  - 일본의 축구 선수 다모리 다이키.
  - 이란의 배우, 모델, 시인 레일라 오타디.
- 1984년 - 캐나다의 배우 라이언 맥도널드.
- 1985년
  - 대한민국의 배우 신소율.
  - 대한민국의 희극인 천수정.
  - 코트디부아르의 축구 선수 살로몽 칼루.
- 1987년 - 러시아의 레슬링 선수 바흐티야르 아흐메도프.
- 1988년 - 대한민국의 전직 스타크래프트 프로게이머 최종혁.
- 1989년 - 잉글랜드의 축구 선수 라이언 버트런드.
- 1990년
  - 대한민국의 축구 선수 류원우.
  - 대한민국의 가수 재니.
- 1991년
  - 오스트리아의 축구 선수 안드레아스 바이만.
  - 대한민국의 야구 선수 이정담.
  - 대한민국의 축구 선수 김지수. (~2007년)
  - 대한민국의 배우 위하준.
- 1992년 - 대한민국의 축구 선수 이종성.
- 1993년
  - 대한민국의 농구 선수 허웅.
  - 일본의 배우 오고 스즈카.
  - 아이슬란드의 축구 선수 스베리르 잉기 잉가손.
- 1994년
  - 대한민국의 가수, 래퍼, 작곡가 휘민. (그루비룸)
  - 대한민국의 골프 선수 권지람.
- 1995년
  - 대한민국의 배드민턴 선수 최솔규.
  - 대한민국의 리그 오브 레전드 프로게이머 루나.
  - 덴마크의 축구 선수 피에르에밀 호이비에르.
  - 이탈리아의 축구 선수 스테파노 센시.
  - 일본의 성우 나가나와 마리아.
- 1996년
  - 대한민국의 래퍼 WOODZ (유니크, X1).
  - 그리스의 유도 선수 테오도로스 첼리디스.
- 1997년
  - 중국의 배우 쉬자오.
  - 중국의 래퍼 이보 (유니크).
  - 대한민국의 야구 선수 박준영.
- 1998년
  - 일본의 가수 스즈키 카논 (모닝구무스메).
  - 대한민국의 야구 선수 이병휘.
- 1999년 - 대한민국의 가수 시현 (에버글로우).
- 2000년
  - 대한민국의 배우 조아람.
  - 대한민국의 배우 정지우.
- 2004년 - 스페인의 축구 선수 가비.
- 2005년 - 미국의 피겨스케이팅 선수 얼리사 류.

### 미상
- 대한민국의 가수 미지니.

## 사망
- 251년 - 중국 삼국시대 위나라의 정치인 사마의. (179년~)
- 882년 - 서 프랑크 왕국의 왕 루도비쿠스 3세. (862년~)
- 1895년 - 독일의 경제학자 프리드리히 엥겔스. (1820년~)
- 1949년 - 미국의 선교사, 한국 독립운동가 헐버트. (1863년~)
- 1962년 - 미국의 배우 마릴린 먼로. (1926년~)
- 1984년 - 영국의 배우 리처드 버턴. (1925년~)
- 1994년 - 대한민국의 정치인 한건수. (1921년~)
- 1999년 - 대한민국의 정치인 정동성. (1939년~)
- 2000년 - 잉글랜드의 배우 앨릭 기니스. (1914년~)
- 2007년 - 프랑스의 추기경 장마리 뤼스티제. (1926년~)
- 2017년 - 이탈리아의 추기경 디오니지 테타만치. (1934년~)
- 2018년 - 미국의 배우 샬럿 레이. (1926년~)
- 2019년 -
  - 미국의 소설가 토니 모리슨. (1931년~)
  - 홍콩의 영화배우 샤핑. (1937년~)
- 2020년 -
  - 대한민국의 가톨릭 주교 장익. (1933년~)
  - 대한민국의 정치인 조형부. (1928년~)
- 2021년 - 우크라이나의 정치인 예우헨 마르추크. (1941년~)
- 2022년 -
  - 미국의 영화배우 크루 굴레이저. (1928년~)
  - 필리핀의 영화배우 셰리 힐. (1963년~)
- 2023년 - 일본의 만화가 사노 나미. (1987년~)
- 2024년
  - 미국의 영화배우 찰스 사이퍼스. (1939년~)
  - 미국의 영화배우 패티 야스타케. (1953년~)
- 2025년
  - 독일의 축구인 프랑크 밀. (1958년~)
  - 대한민국의 가수 이민. (1978년~)
  - 루마니아의 제2·4대 대통령 이온 일리에스쿠. (1930년~)

## 기념일
- 독립기념일: 부르키나파소
- 보고타의 카니발(영어판): 콜롬비아 보고타
- 전승 기념일: 크로아티아
- 성모 대성전 봉헌 축일: 로마 가톨릭교회

## 같이 보기
- 전날: 8월 4일 다음날: 8월 6일 - 전달: 7월 5일 다음달: 9월 5일
- 음력: 8월 5일
- 모두 보기